# Escultura de México

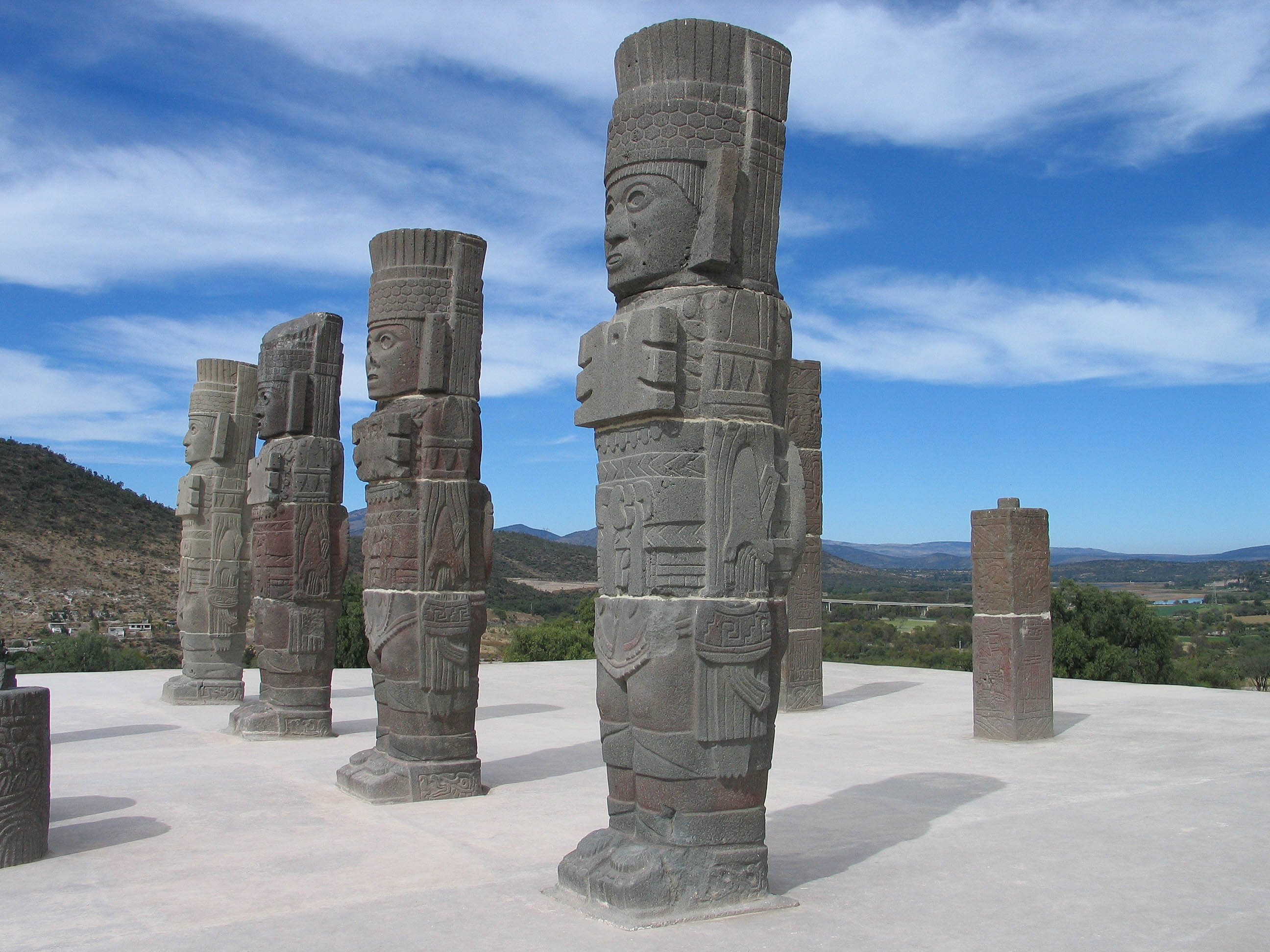
Atlantes de Tula.

La escultura es una de las artes más antiguas de México. En el México prehispánico está presente en pirámides, sanitarios, explanadas y objetos comunales; ejemplo de ello son las esculturas olmecas, mayas, teotihuacanas, tarascas, mixtecas y aztecas.
Muchas de estas esculturas han sido catalogadas como obras maestras y destacan por su monumentalidad, pues muchas de ellas son enormes y expuestas para ser vistas públicamente; entre las que podemos destacar están: la Coyolxauhqui, el templo de la Serpiente Emplumada en Xochicalco, las numerosas estelas mayas que relatan acontecimientos de carácter político e histórico y la estatua de Tlaloc en el Museo Nacional de Antropología.

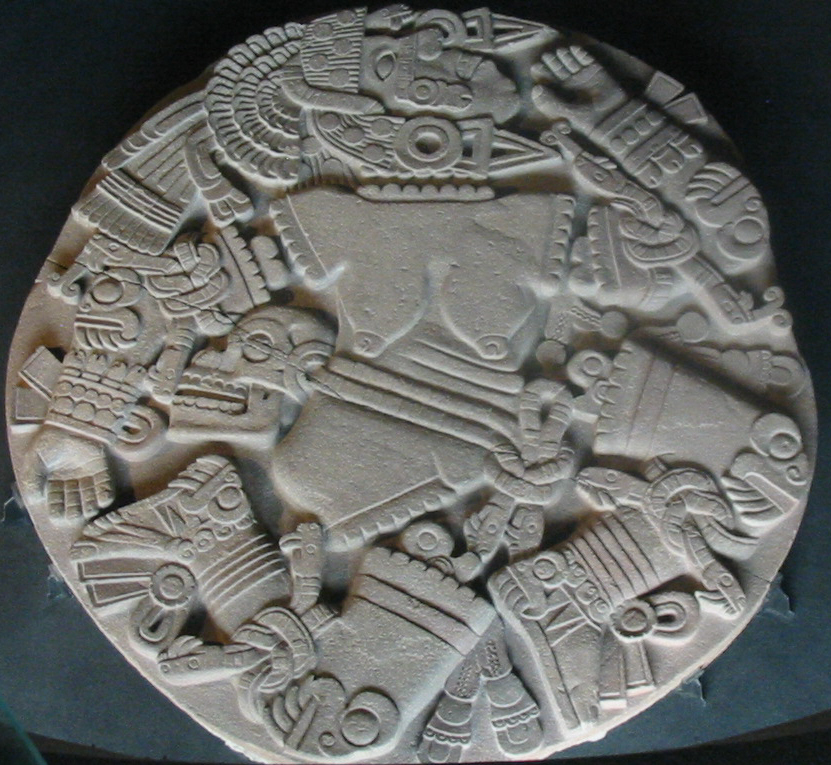
Piedra de la Coyolxauhqui.

## Escultura de los siglosXVIyXVII
La escultura posterior a la conquista se divide en dos áreas: decorativa y estatuaria. Ambas se realizaron en piedra o en madera. El arte plateresco fue esencialmente escultórico y en la Colonia produjo importantes retablos.

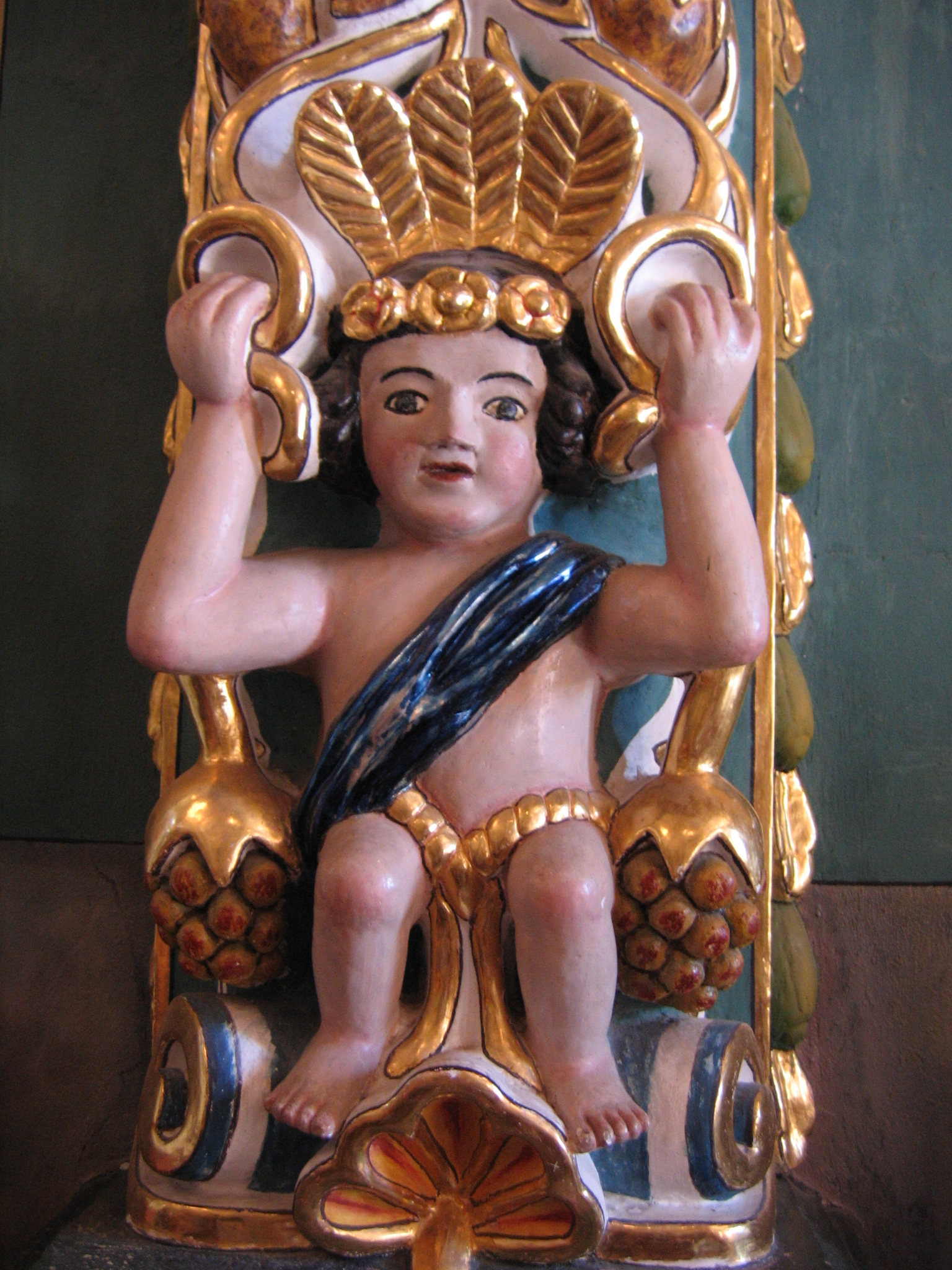
Personaje con penacho. Detalle de la iglesia de Santa María Tonantzintla, Puebla, México.

En la catedral de México, trabajan Claudio Arciniega y Juan Miguel Agüero. Se convertirá en el paradigma de la arquitectura colonial. Francisco Becerra levantará la catedral de Puebla. Francisco Antonio Guerrero y Torres: capilla del Pocito, en la Villa de Guadalupe. En la retablística y escultura exenta destacó Salvador de Ocampo. En Puebla aparece una escuela barroca muy activa. Santuarios de Ocotlán en Tlaxcala, y de San Francisco de Acatepec, dos magníficos ejemplos del Barroco novohispano.
En  las ciudades coloniales puede apreciarse los finos acabados en la ornamentación y en las fachadas de las iglesias. Oaxaca y sus numerosos templos como el de la Soledad y el de Santo Domingo muestran la belleza y magnificencia del mismo.

## Escultura delsigloXVIII
Las academias creadas en Europa a partir del siglo XVII se fundaron en lo racional abandonando la visión netamente religiosa que había dominado los siglos anteriores. En Nueva España, esta filosofía desató una reacción contra lo barroco. Así, los retablos que eran esencialmente escultóricos se consideraron recargados y se sustituyeron por manifestaciones arquitectónicas. La figura central de esta época en la Nueva España es el español Manuel Tolsá, quien fue tanto arquitecto como escultor.

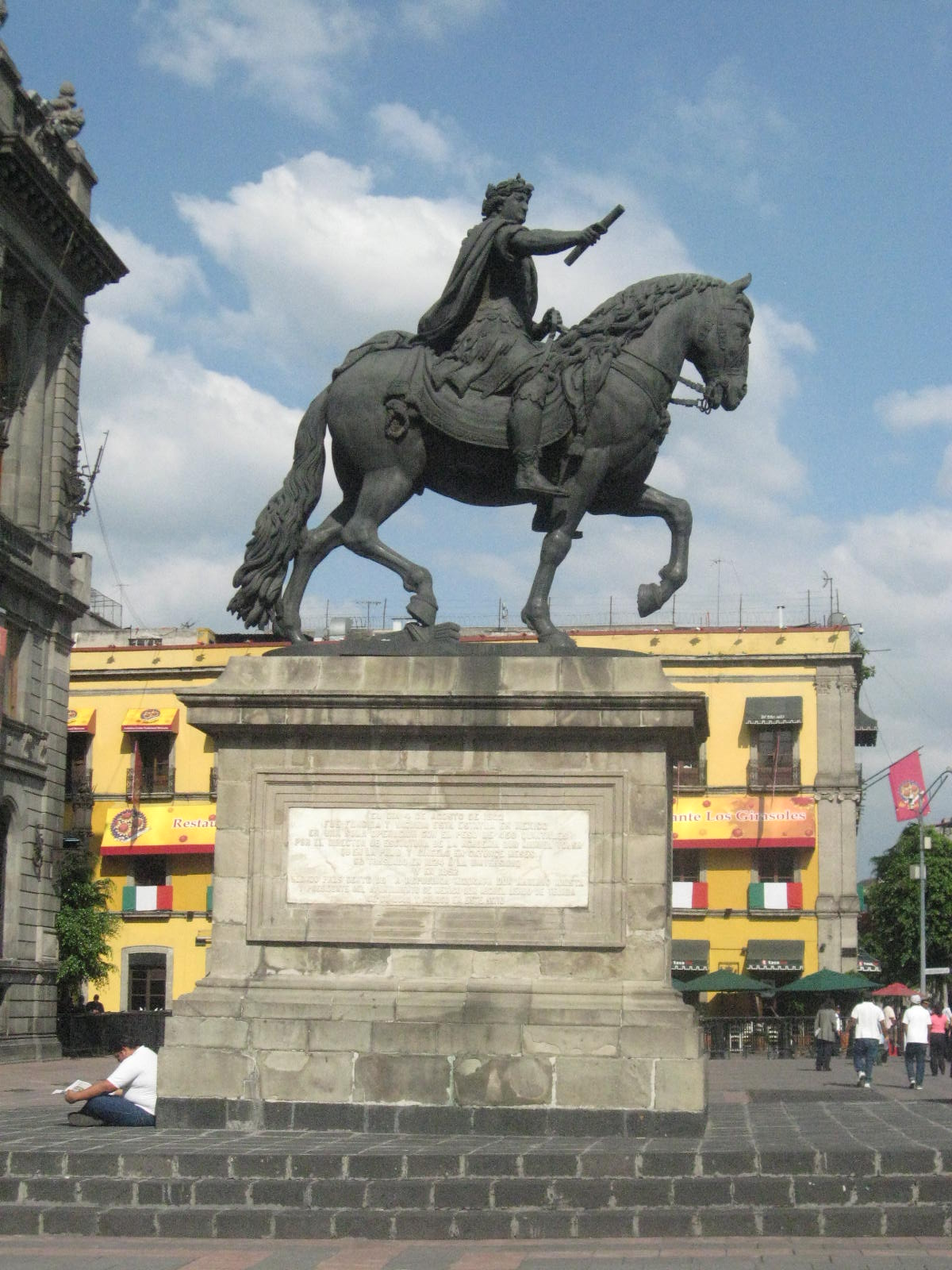
Escultura de Carlos IV Manuel Tolsá.

A principios de siglo pervivió la tradición barroca. Entre los escultores destacados del periodo figura la familia Cora en Puebla, tanto José Antonio Villegas Cora como su sobrino Zacarías Cora.

## Escultura delsigloXIX
El romanticismo tendió a romper las normas y modelos estrictos del clasicismo, pues perseguía ideas influenciadas de realismo y nacionalismo. La escultura religiosa quedó reducida a una imaginería esporádica, mientras que la escultura secular prosiguió en retratos y arte monumental de carácter cívico.
Entre 1820 y 1880 los temas predominantes fueron, sucesivamente: imágenes religiosas, escenas bíblicas, alegorías a los símbolos del movimiento de insurgencia y escenas y personajes de la historia precortesiana, y retratos de la antigua aristocracia, de la burguesía naciente y adalides de la prerrevolución. Lo trascendente consistió en introducir motivos civiles, los primeros tipos nacionales y atisbos de una corriente de expresión propia.

## Escultura delsigloXX
Diferenciadas por sus objetivos y por el énfasis de su temática, surgieron tres corrientes: una indigenista, arcaizante y folclórica; otra, neoclásica, cívica e histórica; y una tercera socialista, de propaganda ideológica.

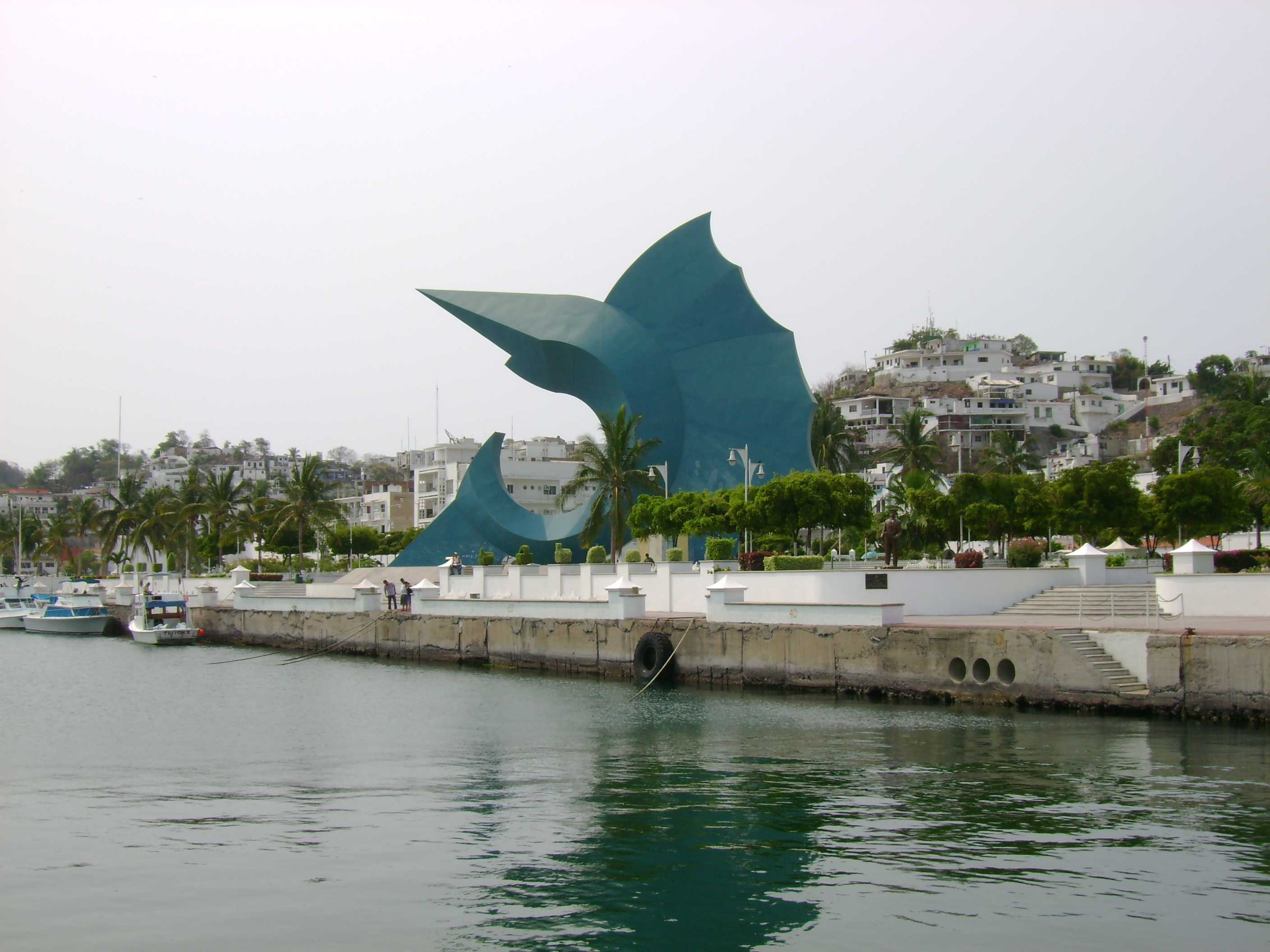
Escultura en Manzanillo de "Sebastián".

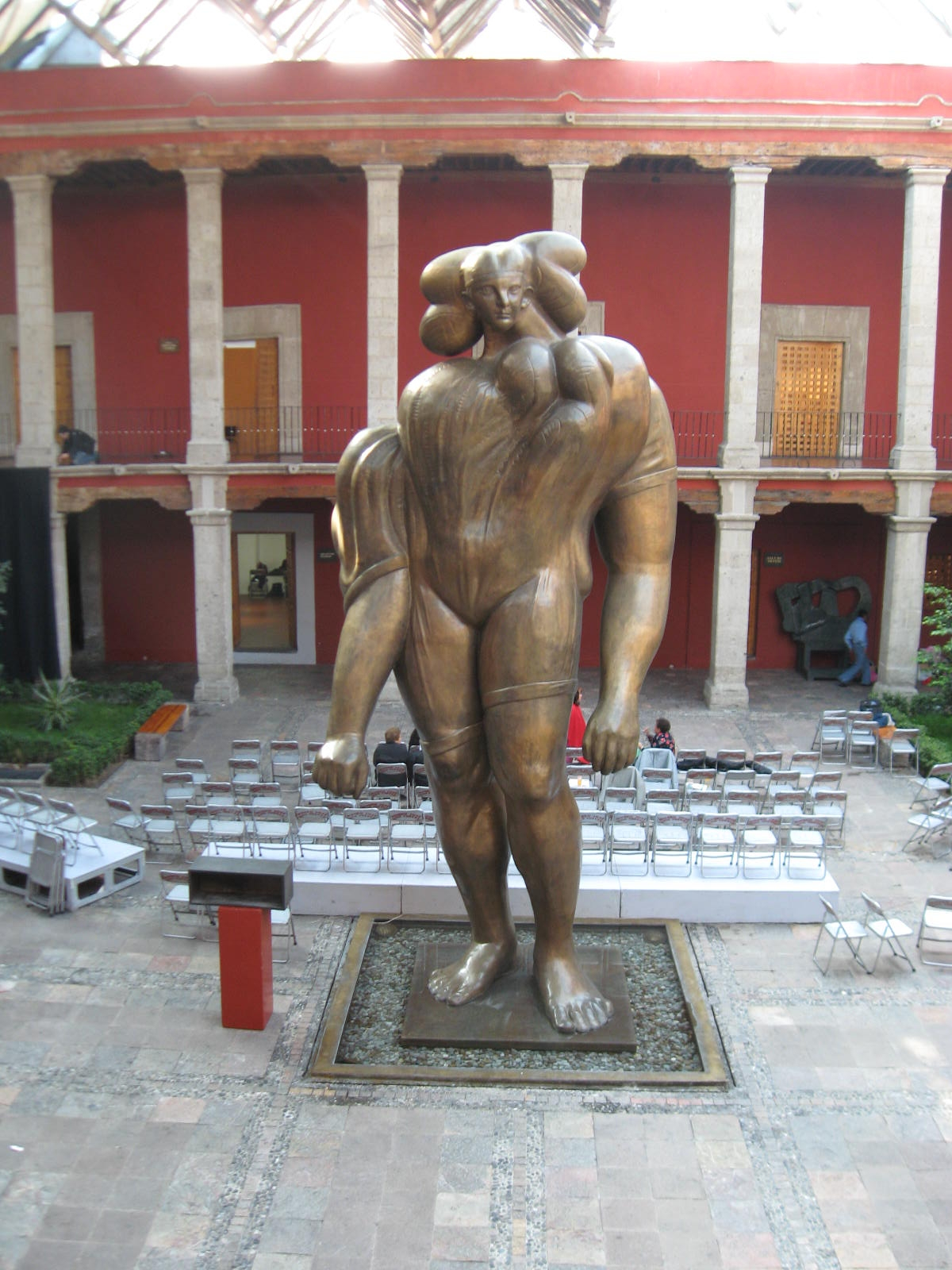
Escultura de la Giganta de José Luis Cuevas.

Durante el siglo XX, grandes exponentes de la escultura mexicana son Rómulo Rozo, Federico Cantú, Enrique Gottdiener, Juan Soriano, José Luis Cuevas, Enrique Carbajal Sebastián y Werner Matthias Goeritz Brunner.